# Thuyền rồng tại Đại hội Thể thao châu Á 2022 – 500m Nam
Nội dung thi đấu thuyền rồng 500m nam tại Đại hội Thể thao châu Á 2022 được tổ chức vào ngày 5 tháng 10 năm 2023.

## Lịch thi đấu
Tất cả các giờ đều là Giờ chuẩn Trung Quốc (UTC+08:00)
| Ngày                         | Thời gian | Nội dung  |
| ---------------------------- | --------- | --------- |
| Thứ Năm, 5 tháng 10 năm 2023 | 09:00     | Heats     |
| Thứ Năm, 5 tháng 10 năm 2023 | 09:47     | Bán kết   |
| Thứ Năm, 5 tháng 10 năm 2023 | 10:34     | Chung kết |

## Đội hình thi đấu
| Campuchia | Trung Quốc | Đài Bắc Trung Hoa | Hồng Kông |
| --- | --- | --- | --- |
| - Cheat Nisith - Horl Dale - La Soknim - Leng Sothea - Ly Mouslim - Ly Torhieth - Meas Sam Oun - Meas Sinat - Ok Mathel - San Makara - Sin Visal - Sothea Lyhieng - Vorn Phanet - Vutha Ratana                                 | - Chen Fangjia - Chen Zihuan - Feng Chaochao - Li Chuan - Liu Yu - Lü Luhui - Shu Liang - Sun Jiahao - Wang Liang - Wang Xiaodong - Yang Hailei - Yu Haijie - Zhang Zhicheng - Zheng Jiaxin                 | - Chen Rui-huang - Chen Tsung - Chen Tzu-hsien - Chien Cheng-yen - Chou Chih-wei - Chou En-ping - Hsieh Chang-yi - Lin Min-hao - Lin Sheng-ru - Lu En - Tseng Hsiang-hsuan - Tuan Yen-yu - Wu Chen-po - Wu Chun-chieh                                                                                                  | - Ho Pui Lun - Huen Kui Chun - Hung Tsz Hin - Keung Tsz Lok - Ko Kit Wang - Lam Ho Tsun - Lau Chin Ho - Justin Lau - Lee Kin Ho - Li Cai - Mak Tik Weng - Sim Shing Ho - Tang Ho Chung - Wong Ka Ho                                                                                               |
| Indonesia | Ma Cao | Malaysia | Myanmar |
| - Joko Andriyanto - Muh Burhan - Tri Wahyu Buwono - Yuda Firmansyah - Mugi Harjito - Harjuna - Andri Agus Mulyana - Angga Suwandi Putra - Maizir Riyondra - Dedi Saputra - Indra Tri Setiawan - Sofiyanto - Sutrisno - Zubakri | - Chan Chi Hang - Chan Ka Meng - Cheang Ka Lok - Fong Chi Long - Ho Seong U - Ho Song Hei - Ieong Meng Ut - Lam Chon Wong - Lam Wa Heng - Lei Man U - Loi Chi On - Lok Weng Long - Sou Pak Hou - Wu Pou Fai | - Ridzuan Abdul Aziz - Nur Rahman Abdullah - Adib Kamaruzrizan - Ahmad Azfaruddin Lukman - Montoya Raw Michael - Nazrin Najib - Nik Afiq Nik Mazli - Ahmad Ariff Rasydan - Bahij Rabbani Rizal - Mirza Adli Shaharaziz - Shahrin Haziq Shahbireen - Khairul Naim Zainal - Ahmad Amir Khan Zainalabadin - Aiman Zamberi | - Hein Soe - Htoo Htoo Aung - Myint Ko Ko - Myo Hlaing Win - Naing Lin Oo - Pyae Phyo Thant - Pyae Sone Aung - Saw Kaung Kaung San - Saw Moe Aung - Saw Niang Lin Kyaw - Thant Zin Oo - Tin Ko Ko - Yu Ya Maung - Zaw Zaw Tun                                                                     |
| CHDCND Triều Tiên | Singapore | Hàn Quốc | Thái Lan |
| - Choe Kwang-ryong - Ho Jin-bom - Hwang Chol-song - Jon Chung-hyok - Kim Chol-hyok - Kim Jin-il - Kim Kyong-guk - Kim Sok-chol - O In-guk - Ri Hun - Ri Yong-hyok - Yang Chol-jin - Yun Kyong-il - Yun Yong-ho                 | - Chai Bing Liang - Ch'ng Khai Hung - Elfyan Haqiem - Kwee Yik Han - Law Zheng Hao - Marcus Lim - Nico Lim - Lim Pin Heng - Lim Wen Kai - Ng Hao Ming - Aaron Ong - Teo Jia Wei - Yan Zexun                 | - An Hyun-jin - Cho Young-bhin - Gu Ja-uk - Hwang Min-gyu - Kang Shin-hong - Kim Hwi-ju - Kim Hyun-soo - Kim Young-chae - Lee Jae-young - Lee Je-hyeong - Oh Hae-seong - Park Cheol-min - Shin Dong-jin - Sim Hyoun-joon                                                                                               | - Sukon Boonem - Kasemsit Borriboonwasin - Chaiyakarn Choochuen - Suradet Faengnoi - Pornprom Kramsuk - Natthapon Kreepkamrai - Suwan Kwanthong - Phatthara Sangdet - Somchai Sangmuang - Chitsanupong Sangpan - Nopphadol Sangthuang - Vinya Seechomchuen - Pornchai Tesdee - Phakdee Wannamanee |

## Kết quả

### Heats
- Vòng loại: 1 + Thời gian tốt nhất → Chung kết (CK), Nghỉ → Bán kết (BK)

#### Heat 1
| Thứ hạng | Đội               | Thời gian | Ghi chú |
| -------- | ----------------- | --------- | ------- |
| 1        | Myanmar           | 2:10.903  | CK      |
| 2        | Thái Lan          | 2:10.933  | BK      |
| 3        | Đài Bắc Trung Hoa | 2:13.564  | BK      |
| 4        | Hàn Quốc          | 2:13.774  | BK      |
| 5        | Singapore         | 2:19.054  | BK      |
| 6        | Hồng Kông         | 2:24.328  | BK      |

#### Heat 2
| Thứ hạng | Đội               | Thời gian | Ghi chú |
| -------- | ----------------- | --------- | ------- |
| 1        | Trung Quốc        | 2:09.685  | CK      |
| 2        | Indonesia         | 2:09.698  | CK      |
| 3        | CHDCND Triều Tiên | 2:11.775  | BK      |
| 4        | Malaysia          | 2:14.539  | BK      |
| 5        | Ma Cao            | 2:16.349  | BK      |
| 6        | Campuchia         | 2:18.769  | BK      |

### Bán kết
- Vòng loại: 1 + Thời gian tốt nhất → Chung kết (CK), Nghỉ → Chung kết nhỏ (MF)

#### Bán kết 1
| Thứ hạng | Đội       | Thời gian | Ghi chú |
| -------- | --------- | --------- | ------- |
| 1        | Thái Lan  | 2:12.422  | CK      |
| 2        | Hàn Quốc  | 2:12.802  | CK      |
| 3        | Malaysia  | 2:15.882  | MF      |
| 4        | Singapore | 2:22.063  | MF      |
| 5        | Hồng Kông | 2:26.986  | MF      |

#### Bán kết 2
| Thứ hạng | Đội               | Thời gian | Ghi chú |
| -------- | ----------------- | --------- | ------- |
| 1        | CHDCND Triều Tiên | 2:12.680  | CK      |
| 2        | Đài Bắc Trung Hoa | 2:13.800  | MF      |
| 3        | Ma Cao            | 2:16.510  | MF      |
| 4        | Campuchia         | 2:17.070  | MF      |

### Chung kết

#### Trận chung kết nhỏ
| Thứ hạng | Đội               | Thời gian |
| -------- | ----------------- | --------- |
| 1        | Đài Bắc Trung Hoa | 2:14.429  |
| 2        | Malaysia          | 2:15.363  |
| 3        | Campuchia         | 2:16.410  |
| 4        | Ma Cao            | 2:17.616  |
| 5        | Hồng Kông         | 2:17.840  |
| 6        | Singapore         | 2:19.693  |

#### Trận chung kết
| Thứ hạng | Đội               | Thời gian |
| -------- | ----------------- | --------- |
| 1        | Trung Quốc        | 2:09.152  |
| 2        | Indonesia         | 2:09.165  |
| 3        | Thái Lan          | 2:09.822  |
| 4        | CHDCND Triều Tiên | 2:10.789  |
| 5        | Myanmar           | 2:11.162  |
| 6        | Hàn Quốc          | 2:11.796  |